# Santuario della Beata Vergine della Creta
Il santuario della Beata Vergine della Creta è un edificio religioso sito in piazza Madonnina dei Centauri a Castellazzo Bormida, nella piana tra il torrente Orba e il fiume Bormida in provincia di Alessandria. Dal 1947 la Madonnina dei Centauri è la patrona dei motociclisti.

## Storia e descrizione
La prima costruzione dell'edificio è dovuta al castellazzese Giovanni Viola in ringraziamento della protezione durante l'epidemia di peste del 1630. La cappella, di circa 100 m2, aveva un soffitto a cassettoni, un campanile e conteneva un quadro raffigurante la Beata Vergine. Dubbi sono l'origine e la provenienza di questo quadro anche se la fattura ne denota l'antichissima datazione. La cappella viene demolita, per incuria, nel 1764.
I Castellazzesi continuano a considerare il luogo sacro perciò, prima viene posta una croce di legno e poi viene eretto un pilone con raffigurata l'immagine della Madonna (il quadro venne posto nella locale chiesa di San Carlo dopo la distruzione della cappella). Nel periodo 1802-1848 si ha la costruzione della nuova chiesa e della cosiddetta "Rotonda" intorno al pilone. Il ritorno del Quadro nella nuova chiesa avvenne nel novembre 1846. Alla fine del XIX secolo si ha l'inizio della costruzione del santuario vero e proprio. Viene inaugurato nel 1905 mentre la facciata con i campanili è terminata nel 1924. Le opere sono state condotte dall'architetto Giuseppe Antonio Boidi Trotti, sulla base del progetto dell'architetto Caselli di Alessandria. La facciata è opera del geometra Girolamo Buscaglia.
Nel 1947 Pio XII conferì alla "Madonnina" (chiamata così da tutti i Castellazzesi) il titolo di patrona dei Centauri, e da allora, ogni seconda domenica di luglio, vi ha sede il "Raduno Internazionale Madonnina dei Centauri". In tale occasione le porte della chiesa si aprono alle motociclette e il primo centauro di ogni nazione fa l'ingresso con la sua moto a motore acceso. Tale tradizione viene interrotta nell'anno 2017 per volere del Rettore del Santuario.
Sui muri del corridoio che conduce alla Rotonda e nella Rotonda stessa si trovano molti ex voto a significare la grande devozione per la Beata Vergine della Creta.

## Galleria d'immagini

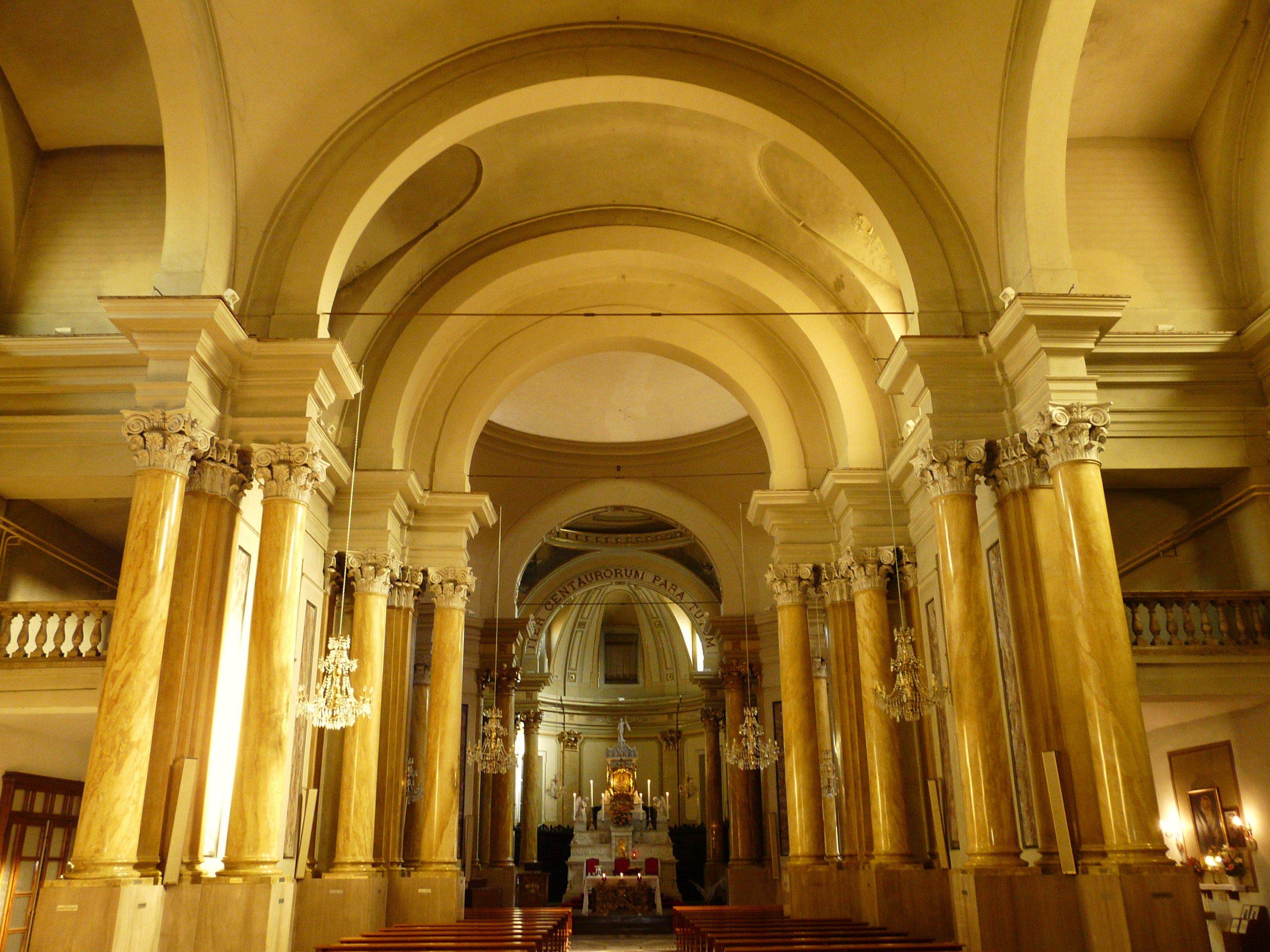
La navata centrale
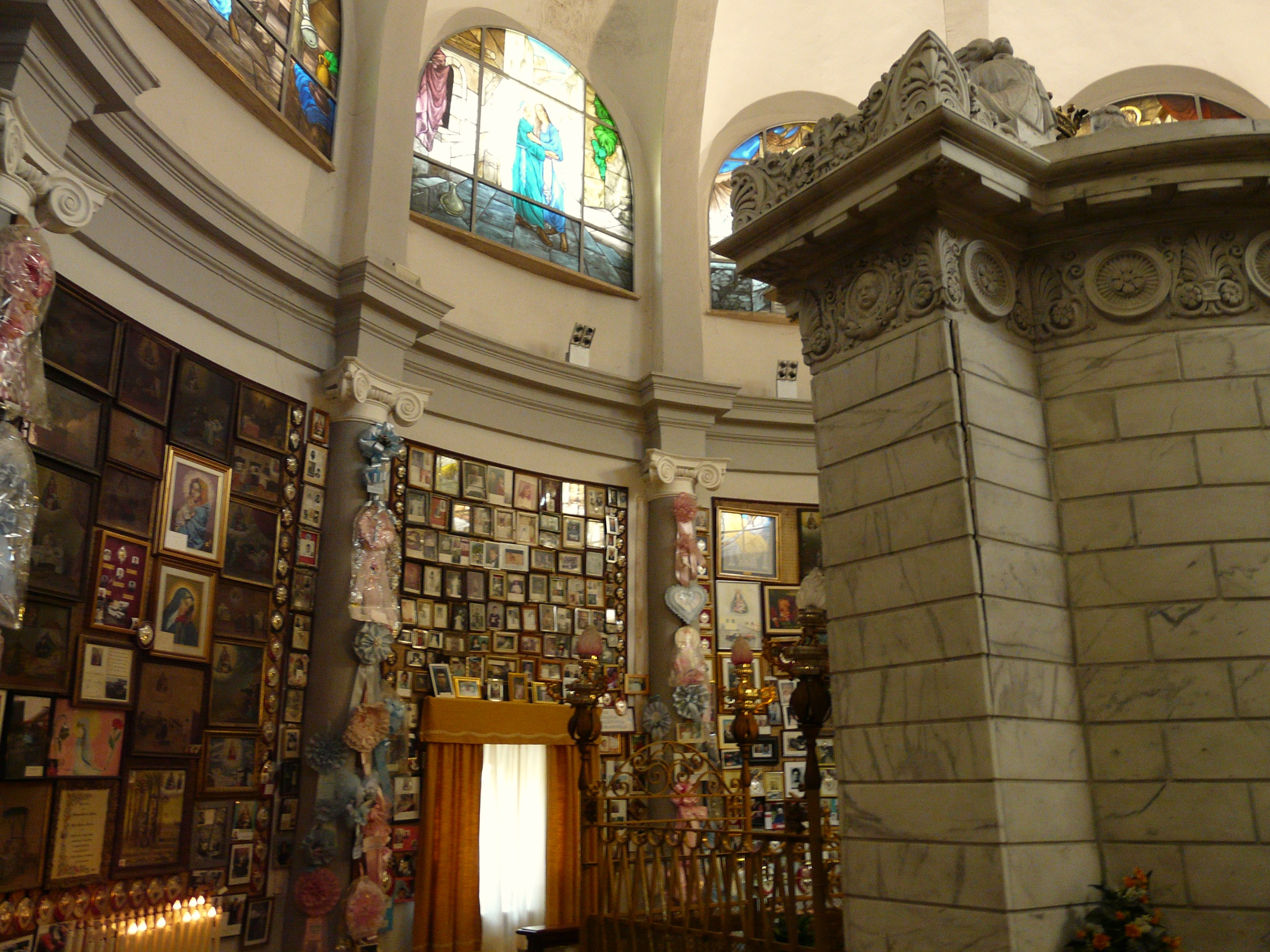
La Rotonda con gli ex voto
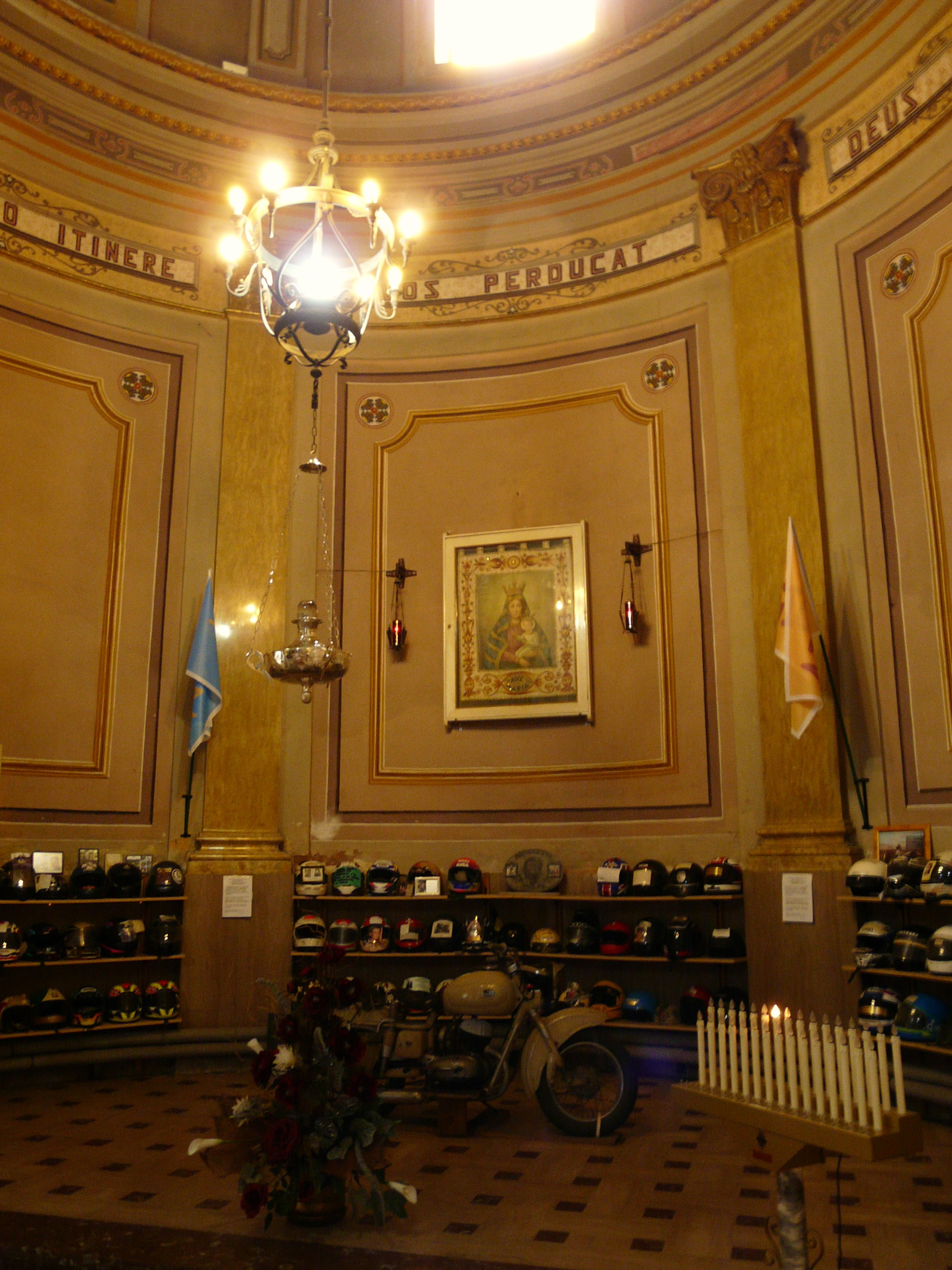
La cappella del motociclista
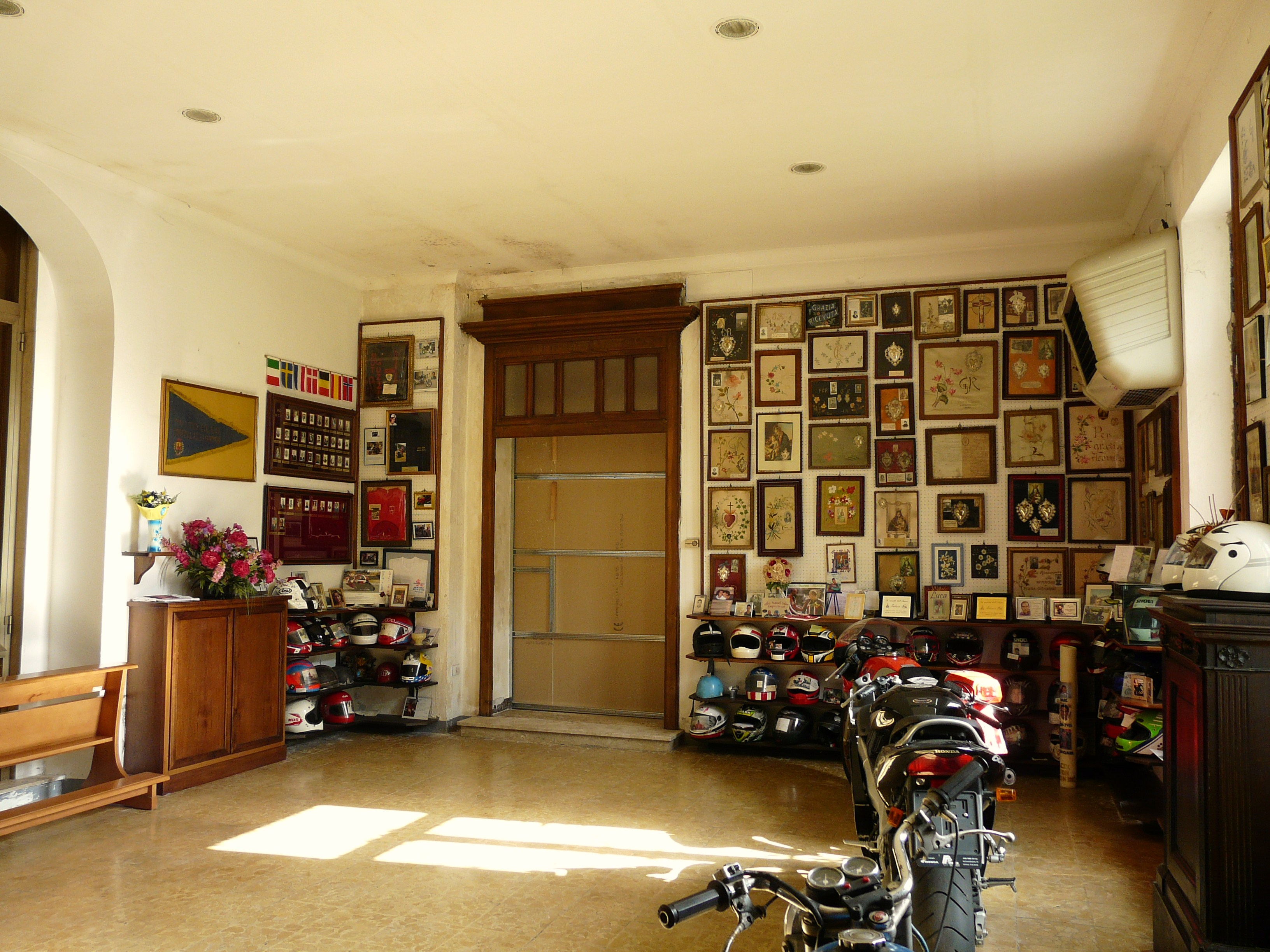
La sagrestia